# A.C. Merate
Associazione Calcio Merate là một câu lạc bộ bóng đá Ý đến từ Merate, Lombardy. Màu sắc của đội là vàng và xanh.

## Câu chuyện câu lạc bộ
Câu lạc bộ đàn anh được thành lập trước năm 1911 với tư cách là một câu lạc bộ Thể dục & Thể dục có tên là Socà Sportiva Certantes. Vào Liên đoàn Quốc gia Gimnic của Ý (FGNI) vào ngày 7 tháng 11 năm 1911 như được báo cáo bởi bản tin hàng tháng do Hội đồng Liên đoàn gọi là Il Ginnasta (Thể dục dụng cụ).
Ngay sau khi kết thúc WW2, một đội bóng đá đã được thêm vào nhóm thể dục dụng cụ. Năm 1923, đội bóng đó gia nhập Liên đoàn bóng đá Ý Federazione Italiana Giuoco Calcio (FIGC) bắt đầu bởi giải đấu khiêm tốn nhất (Khu vực 4 của Vùng 4).
Năm 1928, đội bóng đá đã ra khỏi "Người chứng nhận" và thành lập một đội bóng cống hiến bóng đá có tên Associazione Sportiva Merate. Đội đó đã tham dự nhiều lần ở cấp khu vực hàng đầu trước khi được thăng hạng lên Giải hạng 4 (Promozione Interregionale) đầu thập niên 50 nhưng chưa bao giờ lên Giải hạng 3 (Serie C). Khoảng 50 năm sau, họ quay trở lại Giải hạng 4 (Serie D), từ đó trở lại Eccellenza (cấp độ khu vực hàng đầu) vào cuối năm ngoái (2007.